# 郭舉
郭舉，山西祁縣人，明朝政治人物。舉人出身。
永樂六年，戊子科山西鄉試中舉，后任壽州衛經歴。